# Jazernica
Jazernica – wieś i gmina (obec) w powiecie Turčianske Teplice, kraju żylińskim, w północno-centralnej Słowacji.

## Położenie
Znajduje się nad brzegami rzeki Teplica w Kotlinie Turczańskiej.

## Historia
Wieś lokowana była zapewne w II połowie XIII w. Pierwsza wzmianka z roku 1361. Była wsią szlachecką rodziny Jazernickych, potem też Tarnovskych. Część Markovice należała do Markovskych.

## Zabytki
- Kościół katolicki pw. św. Barbary z nieznanego roku, gotycki. Murowany, jednonawowy, z półkoliście zamkniętym prezbiterium. Bezwieżowy, z drewnianą wieżyczką na sygnaturkę na kalenicy. Odnawiany w roku 1517 oraz w XVIII i XIX w. Zachowane gotyckie sklepienia, okna i portal. We wnętrzu cenny gotycki ołtarz szafiasty z przedstawieniami św. Barbary i św. Anny z 1517 r., prawdopodobnie dzieło artysty z kręgów sztuki norymberskiej. Stalle z 1552 r., renesansowe[6].
- Dwór z końca XVI w., renesansowy. We wnętrzu pierwotne sklepienia[6].

Z Jazernicy pochodził Janko Bojmír (1887–1970) – znany słowacki działacz turystyczny.

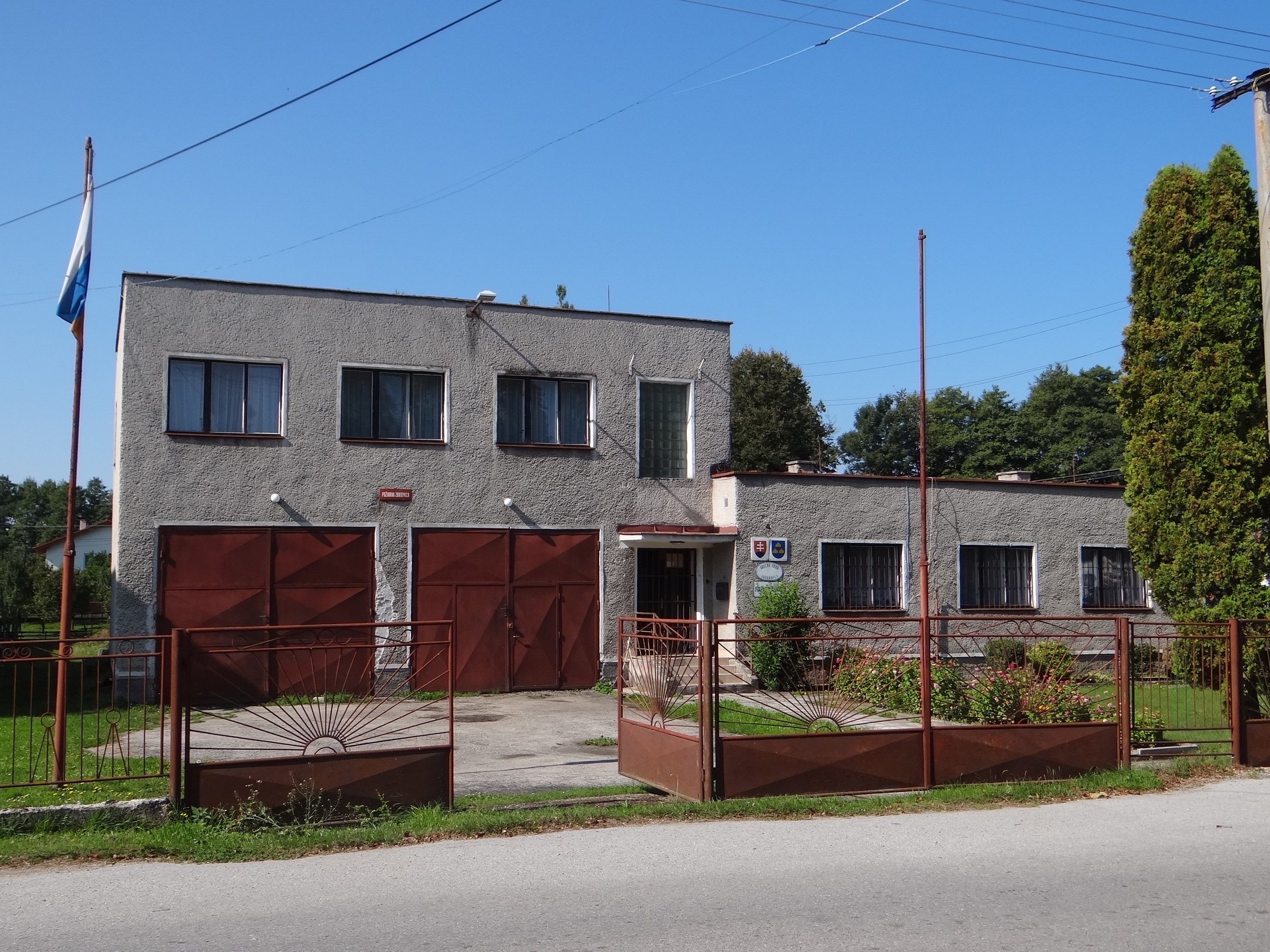
Remiza strażacka
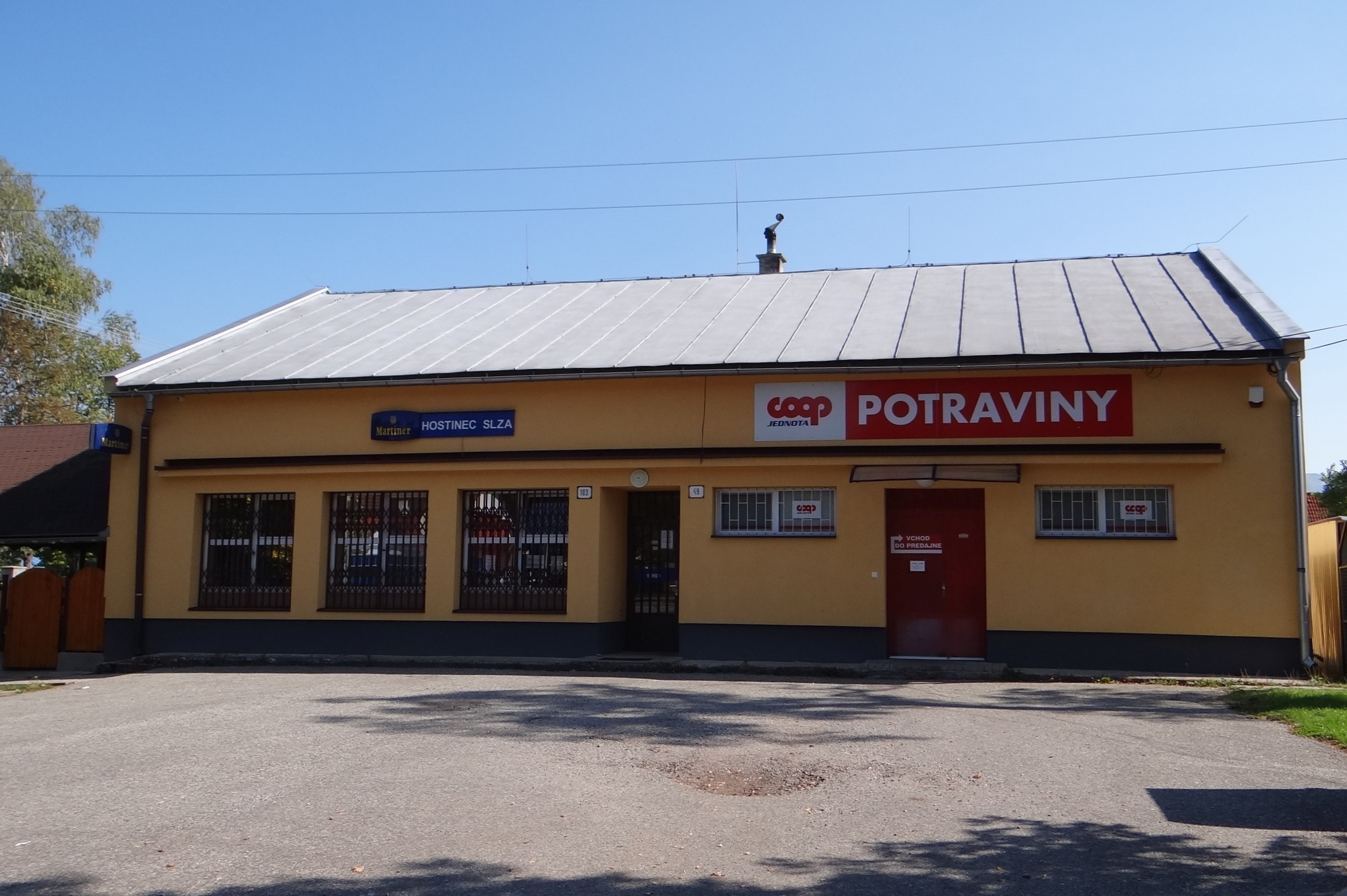
Restauracja i sklep
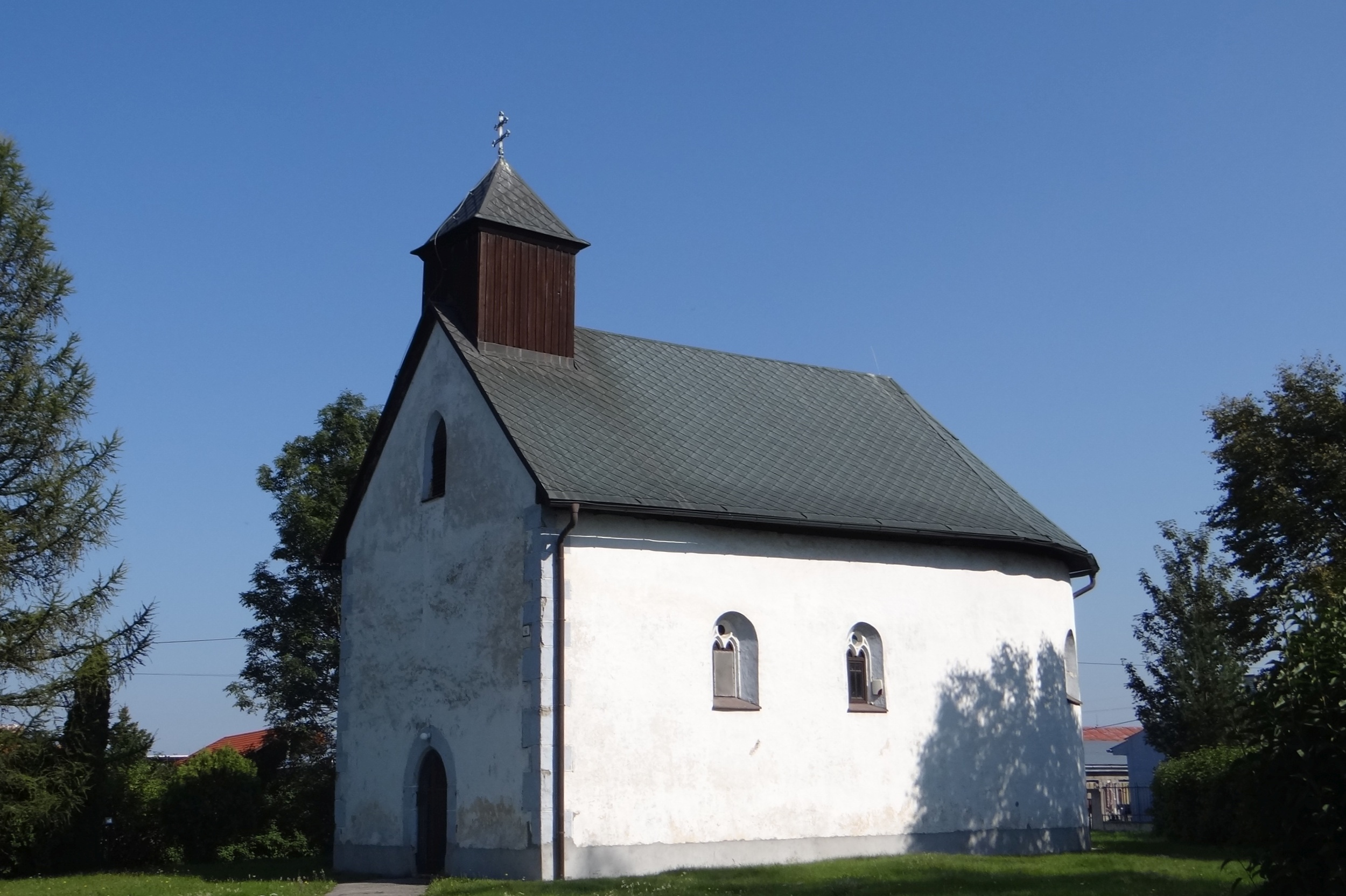
Kościół św. Barbary w Jazernicy
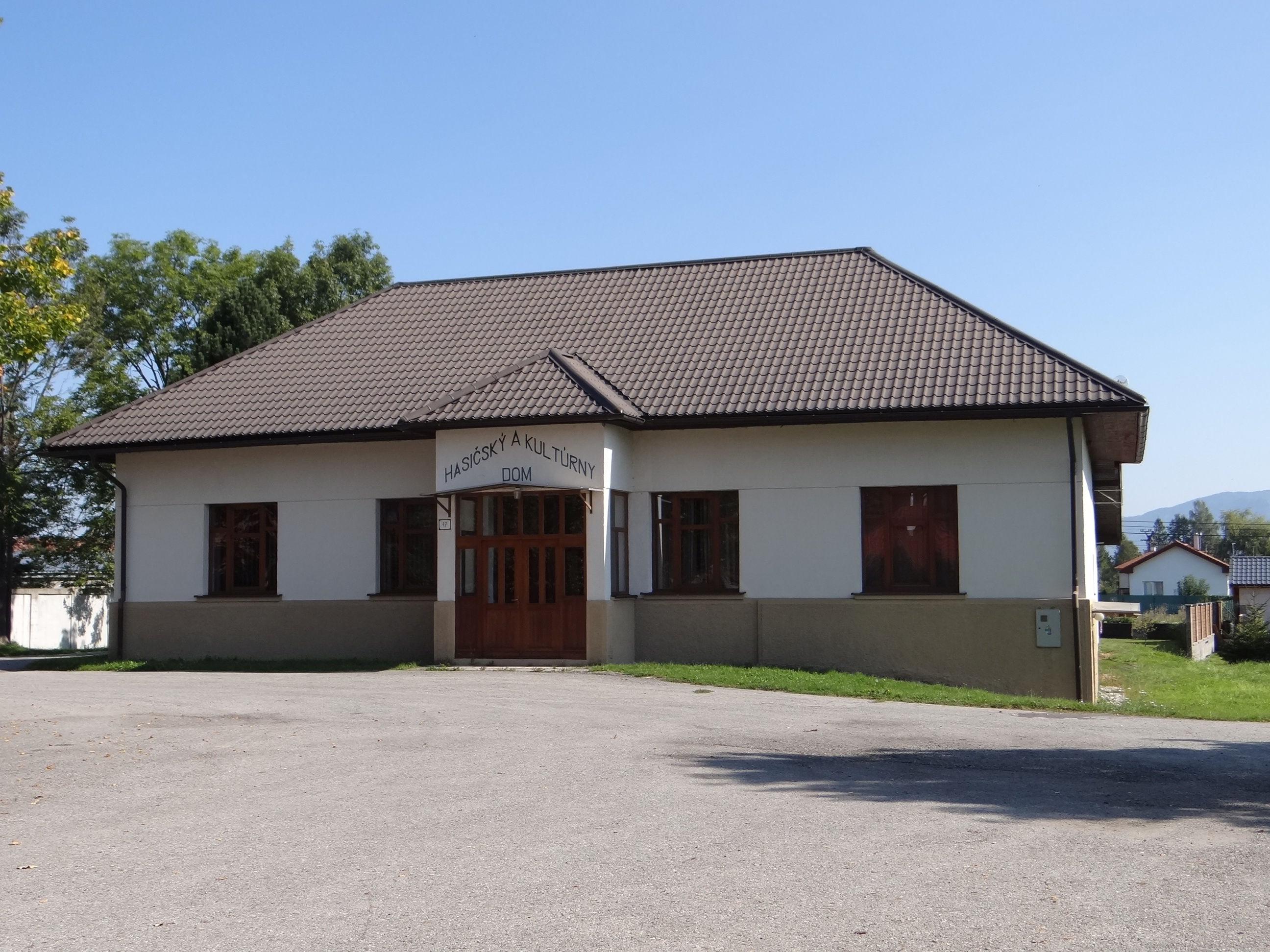
Świetlica wiejska